# Vicky Graillot
Vicky Graillot, née le 2 juillet 2000, est une haltérophile française.

## Carrière
En mai 2022, elle décroche la médaille de bronze des championnats d'Europe à Tirana  au total dans la catégorie des moins de 64 kg.
Elle est médaillée d'argent à l'épaulé-jeté dans la catégorie des moins de 64 kg aux championnats d'Europe 2025 à Chișinău.